# Gynanisa ata
Gynanisa ata is een vlinder uit de familie nachtpauwogen (Saturniidae). De wetenschappelijke naam van de soort is voor het eerst geldig gepubliceerd in 1911 door Embrik Strand.

## Type
- holotype: "male. 11.II.1909, leg. D. Fromm"
- instituut: ZMHB, Berlijn, Duitsland
- typelocatie: "S. Tanganyika [Tanzania], S. Ufipa, Msamwia"